# Reinhold Messner
Reinhold Andreas Messner, född 17 september 1944 i  Brixen (Bressanone) och uppväxt i Villnöß, Sydtyrolen, Italien, räknas av många som världens bästa bergsbestigare genom tiderna. Han har klättrat med flera andra välkända klättrare, bland annat Hans Kammerlander och Peter Habeler. Messner började klättra vid fem års ålder i sina hemtrakter i Italien och redan innan han hade fyllt 20 så hade han bestigit de flesta berg i västra alperna tillsammans med sin bror, Günther. Han är den förste att bestiga samtliga berg över 8000 meter. Messner har även engagerat sig politiskt och satt i Europaparlamentet från 1999 till 2004 som representant för de gröna.

## Biografi

### Nanga Parbat och Günther Messners död
Den 27 juni 1970 påbörjade Reinhold Messner bestigningen av Nanga Parbat via ”The Rupal Face” tillsammans med sin två år yngre bror Günther Messner. De övriga i expeditionen ledd av Karl Herrligkoffer deltog inte i toppförsöket.  
Bröderna Messner nådde toppen eftermiddagen den 27 juni, den tredje lyckade bestigningen av Naga Parbat och den första utmed ”The Rupal Face”. Bägge var utmattade efter bestigningen och tvingades övernatta nära toppen utan tält och sovsäck. Enligt Reinhold Messner visade brodern tecken på höjdsjuka. Morgonen den 28 juni påbörjade de nedstigningen via den något mindre krävande rutten utmed "The Diamir Face".  
Under den dagen var bröderna Messner vid ett tillfälle bara omkring hundra meter från klättarna Felix Kuen och Peter Scholz, som var på väg upp mot toppen. Kuen och Scholz hävdade efteråt att de ropade och frågade om allt var bra, och att Reinhold Messner ropade tillbaka att allt var okej. Exakt vad som skedde under det korta mötet och om Reinhold Messner faktiskt avböjde hjälp från klättrarna är en av höghöjdklättringens mest omdiskuterade kontroverser och har lett till ett dussintal juridiska processer.  
Günther Messners tillstånd försämrades och den fortsatta nedstigningen gick mycket långsamt, och bröderna tvingades till ytterligare en natt i nödbivack. Den tredje dagen på berget, den 29 juni, föll Günther Messner till sin död, enligt Reinhold Messner efter att ha dragits med i en lavin. Kroppen hittades först år 2005.  
Reinhold Messner fortsatte därefter ensam, och lyckades ta sig ned till dalen där han svårt frostskadad och utmattad fick hjälp av lokalbefolkningen. 
Nanga Parbat var Reinhold Messners första bestigning av ett berg över 8 000 meters höjd. Messner återvände en rad gånger till Nanga Parbat, bland annat året efter då han försökte hitta sin döda broders kropp. 
1973 gjorde han ett soloförsök men misslyckades. 1977 nådde Reinhold Messner toppen solo. 1978 nådde han toppen solo via en ny led på "the Daimer face".

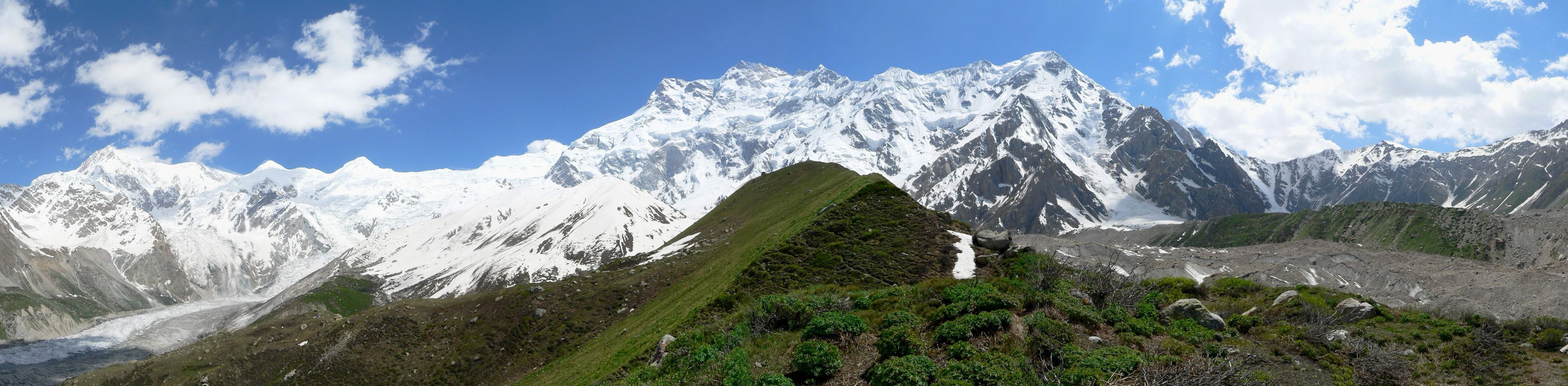
Nanga Parbat-massivet

### Manaslu och Gasherbrum I
1972 försökte sig en expedition från Tyrolen att bestiga South Face på Manaslu, världens åttonde högsta berg. Messner var ensam att bestiga toppen då hans klättringskamrat Frank Jäger vänt om tidigare. Vädret var dåligt och Messner gick vilse och hittade först inte tillbaka till topplägret. När han till sist nådde lägret var Frank Jäger inte där, däremot två andra klättrare från samma expedition: Horst Fankhauser och Andi Schlick. De påbörjade ett försök att rädda Frank Jäger men vädret försämrades och Jäger hittades aldrig. Under sökandet förlorades även Andi Schlick. 
1975 ville Messner bestiga berg i Himalaya på samma sätt som han gjorde i Alperna, lätta och snabba bestigningar utan onödig utrustning. Tillsammans med Peter Habeler nådde han toppen av Gasherbrum I (Hidden Peak).

### Mount Everest
1978, efter att ha bestigit Gasherbrum I i alpin stil tillsammans med Peter Habeler, gjorde de två det första försöket att bestiga Mount Everest utan syrgastuber, Messner och Habeler nådde toppen utan större svårigheter.
1980 besteg Messner Mount Everest solo, utan syrgas, via en ny led och mitt i monsunperioden i augusti. Messner undersökte berget noga innan sitt toppförsök och hade tillbringat mycket tid på hög höjd.  Messner nådde toppen den 20 augusti efter att ha klättrat sin nya led på North Face. Bestigningen anses vara en av de viktigaste i bergsklättringens historia.

### Traversen över Gasherbrum I och II
1984 bestämde sig Messner tillsammans med Hans Kammerlander för att försöka göra den första traversen mellan två berg som var högre än 8 000 meter och valde Gasherbrum I och II. Den första bestigningen (Gasherbrum II) gick bra. På ryggen mellan de två bergen så blev det svårare. På toppen av Gasherbrum I föll Reinhold, men parerade fallet. Ingen har till dags dato heller lyckats upprepa bedriften.

## Citat av och om Messner
"I even belive that it would no longer be possible for anyone to traverse Nanga Parbat in the way I and Günther did in 1970. Perhaps if a thousand climbers tried, one might come through. I am sure that I could never survive those days a second time." 
 - Reinhold Messner
"A chain of unfortunate circumstances had led to the Manaslu tragedy; and if Reinhold had not done all he did to survive, it would have been very much worse." - Wolfgang Nairz
"Reinhold Messner's unique success in his mountaineering career is epitomised in what is probably his finest achievement of all - his solo ascent of Everest." - Sir Christian Bonington
"Reinhold Messner is envied for his success. But it is not his success one should envy, it is his style." - Günter Storm
"Without the possibility of death, adventure is not possible." - Reinhold Messner

## Renommé

### Meriter
- Han var först att bestiga alla 14 berg över 8 000 meter.
- Han var den förste att bestiga Mount Everest utan syrgas tillsammans med Peter Habeler.
- Han var den första, tillsammans med Hans Kammerlander, att göra en travers över två 8000-metersberg.
- Han var den första som lyckades göra en travers över Nanga Parbat. Detta gjorde han via en helt ny led på det extremt farliga Rupal Face.
- Han har varit på alla jordens tre poler (Mount Everest är den tredje).
- Han har vandrat genom Gobiöknen.

### Utmärkelser
Asteroiden 6077 Messner är uppkallad efter honom.